# Bobbysocks
Bobbysocks! es un dúo noruego formado en 1983 por Elisabeth Andreassen (1958) y Hanne Krogh (1956), que obtuvieron considerable éxito en la década de 1980 en los países escandinavos. Son especialmente conocidias por haber ganado el Festival de Eurovisión 1985 en Gotemburgo con la canción La det swinge.
Después de la disolución del grupo tras editar tres discos, ambas continuaron su carrera por separado. Elisabeth, la que más destacó en solitario, volvió otras dos veces a Eurovisión quedando 6.ª (1994) y 2.ª (1996). Hanne volvió junto a un grupo en 1991. En 2005 se juntaron para cantar en el show Congratulations que conmemoraba el 50 aniversario del eurofestival. En 2010 decidieron retomar su carrera conjunta y publicar el recopilatorio "Let it Swing - The Best of Bobbysocks!". Este álbum contenía también 2 nuevas grabaciones, "Thank You" y "Boogie Woogie Mama" (esta última fue lanzada como sencillo promocional, siendo descargable a través de iTunes.) Son habituales en festivales, conciertos y programas dedicados al Festival de Eurovisión, como su aparición en Londres en el festival organizado por la BBC con motivo del 60 aniversario del festival en 2015. 

## Discografía
| Año  | Álbum                                    | Posiciones en las Listas | Posiciones en las Listas | Comentarios                                                                        |
| Año  | Álbum                                    | NOR                      | SUE                      | Comentarios                                                                        |
| ---- | ---------------------------------------- | ------------------------ | ------------------------ | ---------------------------------------------------------------------------------- |
| 1984 | "Bobbysocks"                             | 3                        | 34                       | Certificación: Noruega, Oro Reedición en 1985 con éxito en varios países del mundo |
| 1986 | "Waiting for the Morning"                | 1                        | 50                       | Certificación: Noruega, Platino Suecia, Oro                                        |
| 1987 | "Walkin' on Air"                         | 16                       | -                        | Certificación: Noruega, Oro                                                        |
| 2010 | "Let it Swing - The Best of Bobbysocks!" | 13                       |                          |                                                                                    |

| Predecesor: Herreys                               | Ganadores del Festival de la Canción de Eurovisión 1985 | Sucesor: Sandra Kim                |
| Predecesor: Dollie de Luxe con "Lenge leve livet" | Noruega en el Festival de Eurovisión 1985               | Sucesor: Ketil Stokkan con "Romeo" |

- Datos: Q832760
- Multimedia: Bobbysocks / Q832760